# Microphor ravidus
Microphor ravidus är en tvåvingeart som först beskrevs av Daniel William Coquillett 1895.  Microphor ravidus ingår i släktet Microphor och familjen styltflugor.
Artens utbredningsområde är Kalifornien. Inga underarter finns listade i Catalogue of Life.